# Acanthognathus
Acanthognathusis een geslacht van mieren uit de onderfamilie van de Myrmicinae (Knoopmieren).

## Soorten
- A. brevicornis Smith, M.R., 1944
- A. laevigatus Galvis & Fernández, 2009
- A. lentus Mann, 1922
- A. ocellatus Mayr, 1887
- A. rudis Brown & Kempf, 1969
- A. stipulosus Brown & Kempf, 1969
- A. teledectus Brown & Kempf, 1969